# مارك ووترس
مارك ووترس مواليد 23 فبراير 1969 في بلجيكا، هو دراج بلجيكي سابق في صنف سباق الدراجات على الطريق. سبق أن شارك في دورة الألعاب الأولمبية الصيفية.

## سجل النتائج

### سباقات أو مراحل فاز بها
- طواف فرنسا

## روابط خارجية
- مارك ووترس على موقع الاتحاد الدولي للدراجات (الإنجليزية)
- مارك ووترس على موقع أرشيف الدراجات (الإنجليزية)
- مارك ووترس على موقع إحصائيات الدراجات الإحترافية (الإنجليزية)
- مارك ووترس على موقع CycleBase (الإنجليزية)
- مارك ووترس على موقع أوليمبيديا (الإنجليزية)